# Seseli squarrulosum
Seseli squarrulosum är en flockblommig växtart som beskrevs av R.H.Shan och M.L.Sheh. Seseli squarrulosum ingår i släktet säfferötter, och familjen flockblommiga växter. Inga underarter finns listade i Catalogue of Life.